# أحمد منقوش
أحمد منقوش ممثل ومنتج ومخرج إماراتي من جيل المؤسسين للدراما الإماراتية في بداية السبعينات.

## أعماله

### المسلسلات
- 1999: خليل في مهب الريح
- 1997: طرائف العرب
- 1987: سلطان العلماء
- 1978: الغوص

### الإخراج
- 1983: مناقصة زواج
- 1978: أشحفان

### تأليف
- 1986: ولدي

### تمثيل
- 1978: الغوص